# Elazar Shach
Elazar Menachem Man Shach (hébreu : אלעזר מנחם מן שך, Elazar Shach ; 1er janvier 1899, Vabalninkas, Lituanie - 2 novembre 2001, Bnei Brak, Israël) est un Homme politique ainsi que le leader du courant lituanien du judaïsme, rosh yeshiva de la Yechiva de Ponevezh à Bnei Brak, en Israël, un des fondateurs du mouvement politique Degel HaTorah.

## Biographie
Elazar Menachem Man Shach,, est né le 1er janvier 1899, Vabalninkas, en Lituanie. Il est le fils du rabbin Azriel Shach et de  Bat-Sheva Shach (née Levitan). Azriel Schach, né le 14 juin 1865 à Pumpėnai, en Lituanie, est mort le 27 septembre 1926 à Panevėžys, en Lituanie. Bat-Sheva Shach (née Levitan), née en 1867 à Siauliai (Shavil), en Lituanie est morte le 22 septembre 1939 à Vabalninkas, en Lituanie.
Il fait partie d'une fratrie de 9 enfants: Abraham “Avrohom Yitzchak” Shack (né en 1887 à Vabalninkas, en Lituanie et mort le 12 décembre 1915 à Worcester, Massachusetts, États-Unis d'une fracture du crâne basilaire), deux jumeaux: Esther Shach (épouse Zinger) (née le 24 décembre 1916 à Vabalninkas, en Lituanie et morte le 8 décembre 1994 à Tel Aviv, en Israël) et Asher Shach (né le 24 décembre 1916 à Vabalninkas, en Lituanie), Israel Meier Shach (né à Vabalninkas, en Lituanie), Shraga Feivel Shach (né à Vabalninkas, en Lituanie, Henya Shach (née à Vabalninkas, en Lituanie), Gittel Rivka Shach (née à Vabalninkas, en Lituanie) et Fayga Ettil Shach (née à Vabalninkas, en Lituanie).

### Jeunesse
Elazar Shach est un enfant prodige (illui).
En 1909, il n'a que neuf ans lorsqu'il va étudier à la Yechiva de Ponevezh, à Panevėžys, en Lituanie, dirigée par le rabbin  Yitzhak Yaakov Rabinovich, connu comme le rabbin Itzele Ponovezer.
En 1913, il va étudier à la Yechiva de Slobodka (Yeshivas Knesses Yisrael).

### Première Guerre mondiale
Avec le début de la Première Guerre mondiale, Elazar Shach retourne dans sa famille, puis il voyage à travers la Lituanie, de ville en ville, essayant de poursuivre son étude de la Torah.
En 1915, il va à la Yechiva de Sloutsk, à Sloutsk dirigée par le rabbin Isser Zalman Meltzer. Il rencontre le rabbin Yosef Yozel Horwitz, qui dirige la Yechiva de Novardok et le rabbin Moshe Feinstein.

### Kletsk
En 1921, la Yechiva de Sloutsk avec le rabbin Isser Zalman Meltzer reste à Sloutsk, mais son gendre, le rabbin Aharon Kotler, fonde sa propre yechiva à Kletsk. Elazar Shach va alors à Kletsk. Il y devient plus tard un Maggid Shiur.
En 1923, Elazar Shach épouse Guttel Tovah Gilmovski, une nièce du rabbin Isser Zalman Meltzer. Née en 1898, elle meurt en 1969 à Jérusalem. Elle est une des deux filles du rabbin Ben Tzion Galmovsky (Gilmovsky) et de Fruma Rivka Galmovsky (née Meltzer).
Elazar Shach et Guttel Tovah Shach s'installent à Mir, en Biélorussie, où demeure la famille Gilmovski. Après un certain temps, Elazar Shach et son épouse retournent à Kletsk.
En 1925, le rabbin Isser Zalman Meltzer immigre en Palestine mandataire. Elazar Shach prend la relève dans la direction de la Yechiva de Kletsk. Le rabbin Yechezkel Levenstein devient le Mashgia'h Rou'hani.
Après la mort prématurée du rabbin Meir Shapiro, le fondateur de la Yechiva Chachmei Lublin, le 27 octobre 1933 à l'âge de 46 ans, le rabbin Chaim Ozer Grodzinski recommande Elazar Shach comme nouveau Rosh yeshiva.

## Œuvres
- (he) Avi Ezri
- (he) Michtavim u'Maamarim (correspondance)